# Rolling Thunder hadművelet
A Rolling Thunder hadművelet (magyarul „Hömpölygő Mennydörgés”) a Vietnámi Demokratikus Köztársaság (Észak-Vietnám) ellen a vietnámi háború során indított amerikai és dél-vietnámi légitámadás-sorozatok katonai fedőneve volt. A hadművelet 1965. március 2-ától 1968. november 1-jéig tartott.
1965 februárjában több támadás érte az amerikai támaszpontokat Plei Cunál és Quy Nhơnnál, amelyben számos amerikai katona is meghalt, ezért Lyndon B. Johnson elnök elrendelte az előkészített hadművelet megindítását. A hadművelet keretein belül az amerikai légierő észak-vietnámi stratégiai célpontokat bombázott. George Ball külügyminiszter ellenezte a bombázást, mint egy interjúban később elmondta:
„Az Egyesült Államok Stratégiai Bombázások Kutatócsoportjának a vezetője voltam a II. világháború végén. (…) Meg voltam róla győződve, hogy [Vietnámban] nem fogjuk elérni a célunkat Észak bombázásával. Elsősorban azért, mert iparosodottsági szempontból ez egy primitív gazdaság volt, így gyakorlatilag nem is voltak stratégiai célpontok. Másrészről meggyőződésem volt, hogy soha nem törjük meg ezeket az eltökélt embereket pusztán bombázással. Sőt, ezzel csak még nagyobb egységbe kovácsoljuk őket.”
1967 májusában a Hanoi és Hải Phòng felett zajló légi csatákban az amerikai légierő 26 észak-vietnámi vadászt lőtt le, ezzel megsemmisítve az észak-vietnámi légierő felét.
1968. október 31-én Johnson elnök elrendelte Észak-Vietnám bombázásának teljes leállítását. A bombázások három éve alatt nem sikerült elérni a kitűzött célokat. Ennek egyik és legfőbb oka az volt, hogy a kezdetben meghatározott hadászati célpontoktól eltértek és politikai indokkal egyéb, nem elsőrendű célpontokat támadtak. A hadművelet részeredményeként az utánpótlási vonalakat az észak-vietnámiak átvezették a szomszédos országokra is (Kambodzsa és Laosz). Ezért az utánpótlás folyamatosan tudott érkezni északról, és az észak-vietnámi civilek morálja sem rendült meg. A leállított légioffenzívák és a területileg kiterjedtebb utánpótlási vonalak miatt a háború átterjedt Kambodzsára és Laoszra is.
A vietnamizáció második szakaszában, a nyílt amerikai–vietnámi háború utolsó előtti – 1972-es – évében Nixon elnök elrendelte a Linebacker fedőnevű légi offenzíva megkezdését, amelynek célja a csapatok kivonásának ellensúlyozása és az észak-vietnámi támadások lassítása volt. A májustól októberig tartó hadművelet sikeresnek bizonyult, viszont az amerikai csapatlétszám egyre csökkent, így az északi kormány elbízva magát katonai területnyerése, sikerei által, felállt a párizsi tárgyalóasztal mellől. December elejére az amerikaiak kidolgozták az Észak-Vietnám hadászati célpontjainak módszeres rombolásáról szóló terveket. A 11 naposra tervezett és nyilvánosan is bejelentett Linebacker II hadművelet már a 9. napon elérte célját – Észak-Vietnámban gyakorlatilag megbénult a közlekedés, a telekommunikáció, az ivóvízkészletek drasztikusan megcsappantak, leálltak a gyártmány-összeszerelések és a hadiutánpótlás –, viszont az északi kormány csak a 11. hadműveleti napon kért tűzszünetet. Az amerikai részről sikeres Linebacker-légi hadműveletek utólag méltán felvetették az 1968-ban leállított Rolling Thunder hadművelet sikertelenségének kérdéseit és annak valódi okait.